# Halbmarathon-Weltmeisterschaften 2001
Die Halbmarathon-Weltmeisterschaften 2001 (offizieller Name 10th IAAF World Half Marathon Championships) fanden am 7. Oktober 2001 in der englischen Stadt Bristol statt. 
Die Strecke bestand aus einem 10,55 km langen flachen Kurs im Zentrum von Bristol, der zweimal durchlaufen wurde. Das Rennen der Männer startete um 9:30 Uhr, das der Frauen um 10:45 Uhr. Auf derselben Strecke fand im Anschluss an die Weltmeisterschafts-Rennen der alljährliche Bristol-Halbmarathon statt.
Sowohl der Äthiopier Haile Gebrselassie wie auch die Britin Paula Radcliffe wurden ihrer Favoritenrolle gerecht. Als Gebrselassie zwei Kilometer vor dem Ziel das Tempo anzog, konnte ihm nur Tesfaye Jifar folgen, der sich dann im Schlussspurt seinem Landsmann geschlagen geben musste.
Bei den Frauen ging die Titelverteidigerin Radcliffe nach 40 Minuten in Führung und entschied mit einer weiteren Tempoverschärfung bei km 15 das Rennen für sich. Mit 1:06:47 h verbesserte sie ihren eigenen Europarekord um 20 Sekunden und verfehlte den Weltrekord um lediglich vier Sekunden. Lediglich die Südafrikanerin Elana Meyer (die in diesem Rennen Sechste wurde) war zuvor schneller gewesen.

## Ergebnisse

### Einzelwertung Männer
| Platz | Athlet                 | Land | Zeit (h) |
| ----- | ---------------------- | ---- | -------- |
| 1     | Haile Gebrselassie     | ETH  | 1:00:03  |
| 2     | Tesfaye Jifar          | ETH  | 1:00:04  |
| 3     | John Yuda Msuri        | TAN  | 1:00:12  |
| 4     | Hendrick Ramaala       | RSA  | 1:01:14  |
| 5     | Tesfaye Tola           | ETH  | 1:00:24  |
| 6     | Evans Rutto            | KEN  | 1:00:43  |
| 7     | Peter Kiplagat Chebet  | KEN  | 1:00:56  |
| 8     | Christopher Cheboiboch | KEN  | 1:01:41  |

Von 134 gemeldeten Athleten gingen 125 an den Start und erreichten 117 das Ziel.

### Teamwertung Männer
| Platz | Land und Athleten                                                             | Zeit (h)                        |
| ----- | ----------------------------------------------------------------------------- | ------------------------------- |
| 1     | Äthiopien Haile Gebrselassie (1.) Tesfaye Jifar (2.) Tesfaye Tola (5.)        | 3:00:31 1:00:03 1:00:04 1:00:24 |
| 2     | Kenia Evans Rutto (6.) Peter Kiplagat Chebet (7.) Christopher Cheboiboch (8.) | 3:02:53 1:00:43 1:00:56 1:01:14 |
| 3     | Tansania John Yuda Msuri (3.) Phaustin Baha Sulle (12.) Benedict Ako (22.)    | 3:05:08 1:00:12 1:02:15 1:02:41 |

Insgesamt wurden 24 Teams gewertet.

### Einzelwertung Frauen
| Platz | Athletin          | Land | Zeit (h) |
| ----- | ----------------- | ---- | -------- |
| 1     | Paula Radcliffe   | GBR  | 1:06:47  |
| 2     | Susan Chepkemei   | KEN  | 1:07:36  |
| 3     | Berhane Adere     | ETH  | 1:08:17  |
| 4     | Mizuki Noguchi    | JPN  | 1:08:23  |
| 5     | Jeļena Prokopčuka | LAT  | 1:08:43  |
| 6     | Elana Meyer       | RSA  | 1:08:56  |
| 7     | Olivera Jevtić    | YUG  | 1:09:51  |
| 8     | Isabella Ochichi  | KEN  | 1:10:01  |

Von 75 Starterinnen erreichten 71 das Ziel.

### Teamwertung Frauen
| Platz | Land und Athletinnen                                                              | Zeit (h)                        |
| ----- | --------------------------------------------------------------------------------- | ------------------------------- |
| 1     | Kenia Susan Chepkemei (2.) Isabella Ochichi (8.) Caroline Chepkorir Kwambai (12.) | 3:28:04 1:07:36 1:10:01 1:10:27 |
| 2     | Japan Mizuki Noguchi (4.) Yasuyo Iwamoto (9.) Takako Kotorida (25.)               | 3:30:08 1:08:23 1:10:06 1:11:39 |
| 3     | Äthiopien Berhane Adere (3.) Meseret Kotu (17.) Teyba Erkesso (20.)               | 3:30:20 1:08:17 1:10:48 1:11:15 |

Insgesamt wurden 15 Teams gewertet.